# Общая тауберова теорема Винера
Общая тауберова теорема Винера — теорема об асимптотических свойствах линейных преобразований функций, имеющих не равное нулю преобразование Фурье. Была доказана Норбертом Винером в 1932 году.

## Формулировка
Пусть {\displaystyle K_{1}} — функция из пространства {\displaystyle L_{1}}, преобразование Фурье которой не обращается в нуль ни в одной точке оси {\displaystyle (-\infty ,\infty )}. Пусть {\displaystyle K_{2}} принадлежит {\displaystyle L_{1}}, а функция {\displaystyle f(x)} ограничена на промежутке {\displaystyle (-\infty ,\infty )}. Если {\displaystyle \lim _{x\to \infty }\int \limits _{-\infty }^{\infty }K_{1}(x-y)f(y)dy=A\int \limits _{-\infty }^{\infty }K_{1}(x)dx(1)}, то {\displaystyle \lim _{x\to \infty }\int \limits _{-\infty }^{\infty }K_{2}(x-y)f(y)dy=A\int \limits _{-\infty }^{\infty }K_{2}(x)dx(2)}. С другой стороны, пусть {\displaystyle K_{1}} — функция из пространства {\displaystyle L_{1}}, преобразование Фурье которой имеет вещественный нуль. Тогда найдется ограниченная функция {\displaystyle f(x)} и функция {\displaystyle K_{2}(x)}, принадлежащая {\displaystyle L_{1}}, такая, что {\displaystyle (1)} выполняется, а {\displaystyle (2)} не имеет места.

## Пояснения
Здесь {\displaystyle L_{1}} — обозначает пространство вещественных неограниченных функций, для которых существует предел {\displaystyle \int \limits _{a}^{b}f(x)dx=\lim _{A,B\to -\infty }\int \limits _{a}^{b}f_{A,B}(x)dx}.